# Canton de Laplume
Le canton de Laplume est une ancienne division administrative française située dans le département de Lot-et-Garonne, en région Aquitaine.

## Géographie
Ce canton était organisé autour de Laplume dans l'arrondissement d'Agen. Son altitude variait de 32 m (Sérignac-sur-Garonne) à 218 m (Laplume) pour une altitude moyenne de 152 m.

## Administration

### Conseillers généraux de 1833 à 2015
| Période      | Période          | Identité                              | Étiquette          | Qualité |
| ------------ | ---------------- | ------------------------------------- | ------------------ | --- |
| 1833         | 1833 (démission) | Pierre Sylvain Dumon                  | Libéral            | Propriétaire à Agen Député (1830-1848) |
| 1833         | 1848             | Georges Dumon aîné                    |                    | Propriétaire à Aubiac |
| 1848         | 1852             | Pierre Jules de Bourrousse de Laffore |                    | Docteur-médecin à Agen |
| 1852         | 1870             | Antoine Lauzun                        |                    | Maire de Brax (1830-1870) |
| 1870         | 1871             | Jean-Baptiste Dumon                   | Extrême droite     | Viticulteur, ancien officier Maire de Séailles (Gers) Député (1871-1875) Sénateur (1875-1900)                                                                 |
| 1871         | 1886             | Philippe Désalos                      | Républicain        | Propriétaire, maire d'Aubiac (1870-1871) |
| 1886         | 1892 (décès)     | Henri de Groussou                     | Droite monarchiste | Avocat à la Cour d'appel, Agen |
| 1892         | 1940             | Jean Lanélongue (1861-?)              | Rad.ind.           | Médecin et viticulteur Maire de Moirax (1900-1945) |
|              |                  |                                       |                    | |
| 1945         | 1963 (décès)     | Léon Basquet                          | Rad.               | Maire de Sérignac-sur-Garonne (1945-1959) |
| 25 août 1963 | 1967 (démission) | Jean-Charles Rouliès                  | Rad.               | Ancien Préfet, Estillac |
| 1967         | 1994             | Jean François-Poncet                  | CD puis UDF        | Ministre plénipotentiaire Ministre (1976-1981) Sénateur (1983-2011) Président du Conseil général (1978-1994 et 1998-2004) Elu en 1998 dans le Canton de Duras |
| 1994         | 2001             | Alain Veyret                          | PS                 | Chirurgien Député (1997-2002) Maire d'Agen (2001-2008) |
| 2001         | 2008             | Gérard Marty                          | UDF                | Chef d'entreprise Maire d'Estillac (1983-2008) |
| 2008         | 2015             | Jean Dreuil                           | PS                 | Comptable Maire de Sérignac-sur-Garonne (2001-en cours) |

### Conseillers d'arrondissement (de 1833 à 1940)
| Période                                  | Période | Identité              | Étiquette    | Qualité |
| ---------------------------------------- | ------- | --------------------- | ------------ | --- |
| 1833                                     | 1845    | M. Dufort             |              | Conseiller à la Cour royale d'Agen                                                                          |
| 1845                                     | 1848    | Jules Bonhomme        |              | Propriétaire à Sainte-Colombe-en-Bruilhois                                                                  |
|                                          |         |                       |              | |
| 1889                                     | 1895    | M. Larrieu            | Bonapartiste | |
| 1895                                     | 1907    | Adolphe Lajouanie     | Radical      | Maire de Marmont-Pachas                                                                                     |
| 1907                                     |         | M. Roller             |              | |
|                                          |         |                       |              | |
| 1925                                     | 1940    | Jean-Frédéric Barrère | Radical      | Propriétaire à Aubiac, Président du Conseil d'arrondissement                                                |
| 1940                                     |         |                       |              | Les conseils d'arrondissement ont été suspendus par la loi du 12 octobre 1940 et n'ont jamais été réactivés |
| Les données manquantes sont à compléter. |         |                       |              | |

## Composition
Le canton de Laplume groupait 9 communes et comptait 11 969 habitants (population municipale au 1er janvier 2010).
| Communes                    | Population (2012) | Code postal | Code Insee |
| --------------------------- | ----------------- | ----------- | ---------- |
| Aubiac                      | 1 014             | 47310       | 47016      |
| Brax                        | 1 827             | 47310       | 47040      |
| Estillac                    | 1 904             | 47310       | 47091      |
| Laplume                     | 1 402             | 47310       | 47137      |
| Marmont-Pachas              | 130               | 47220       | 47158      |
| Moirax                      | 1 147             | 47310       | 47169      |
| Roquefort                   | 1 767             | 47310       | 47225      |
| Sainte-Colombe-en-Bruilhois | 1 656             | 47310       | 47238      |
| Sérignac-sur-Garonne        | 1 122             | 47310       | 47300      |

## Démographie
| 1962  | 1968  | 1975  | 1982  | 1990  | 1999  | 2006   | 2010   | - |
| ----- | ----- | ----- | ----- | ----- | ----- | ------ | ------ | - |
| 4 500 | 5 310 | 6 043 | 7 026 | 8 344 | 9 541 | 11 080 | 11 969 | - |